# Noordelijk kampioenschap hockey heren 1940/41
Het Noordelijk kampioenschap hockey heren 1940/41 was de 13e editie van deze Nederlandse veldhockeycompetitie.

## Competitie
In verband met de oorlogsomstandigheden was er net als het vorige seizoen sprake van een noodcompetitie. De verenigingen waren onderverdeeld in een afdeling A, B en C. De kampioenen van afdeling A en B zouden aan het einde van de competitie strijden om de noordelijke titel. In afdeling C waren alleen reserveteams ondergebracht. afdeling A bevatte verenigingen uit Groningenen Drenthe. Afdeling B bestond louter uit verenigingen uit Friesland. In A eindigden HVA en Groningen met 25 punten op de eerste plaats. Op 11 mei 1941 vond op het terrein van Groningen een beslissingswedstrijd plaats welke in de derde verlenging van 7,5 minuut met 1-2 werd gewonnen door HVA. Na het 2e doelpunt van de Assenaren was de wedstrijd direct afgelopen. Ook in afdeling B eindigden twee teams met hetzelfde puntentotaal bovenaan. In een beslissingswedstrijd op 27 april op het terrein van LHC won LHC met 5-0 van Rap.
De beslissingswedstrijd om de noordelijke titel vond plaats op 25 mei 1941 op het terrein van Groningen. Door doelpunten van Zwartsenburg en Pellinckof won HVA met 2-0. Het was het eerste en tevens laatste noordelijke kampioenschap ooit voor de Assenaren

## Promotie en degradatie
Er was dit seizoen wederom geen sprake van promotie of degradatie. Kampioen van afdeling C werd Dash II

## Eindstand Afdeling A
| pos | club                | gs | w  | g | v  | pnt | dv | dt | ds  |
| --- | ------------------- | -- | -- | - | -- | --- | -- | -- | --- |
| 1.  | HVA                 | 14 | 12 | 1 | 1  | 25  | 51 | 16 | +35 |
| 2.  | Groningen           | 14 | 12 | 1 | 1  | 25  | 57 | 9  | +48 |
| 3.  | Groninger Studenten | 14 | 8  | 1 | 5  | 17  | 31 | 27 | +4  |
| 4.  | Groningen II        | 14 | 5  | 2 | 7  | 12  | 29 | 35 | -6  |
| 5.  | GHBS                | 14 | 5  | 1 | 8  | 11  | 28 | 32 | -4  |
| 6.  | Dash                | 14 | 4  | 2 | 8  | 10  | 32 | 46 | -14 |
| 7.  | HCW                 | 14 | 2  | 3 | 9  | 7   | 21 | 35 | -14 |
| 8.  | GCHC                | 14 | 2  | 1 | 11 | 5   | 11 | 61 | -50 |

Beslissingswedstrijd:

## Eindstand Afdeling B
| pos | club     | gs | w | g | v | pnt | dv | dt | ds  |
| --- | -------- | -- | - | - | - | --- | -- | -- | --- |
| 1.  | LHC      | 8  | 7 | 0 | 1 | 14  | 37 | 7  | +30 |
| 2.  | Rap.     | 8  | 7 | 0 | 1 | 14  | 42 | 6  | +36 |
| 3.  | Rap. II  | 8  | 2 | 2 | 4 | 6   | 13 | 22 | -9  |
| 4.  | LHC II   | 8  | 1 | 1 | 6 | 3   | 12 | 39 | -27 |
| 5.  | Hurry Up | 8  | 1 | 1 | 6 | 3   | 11 | 41 | -30 |

Beslissingswedstrijd:

## Kampioenswedstrijd
1928/29 · 1929/30 · 1930/31 · 1931/32 · 1932/33 · 1933/34 · 1934/35 · 1935/36 · 1936/37 · 1937/38 · 1938/39 · 1939/40 · 1940/41 · 1941/42 · 1942/43 · 1943/44 · 1944/45 · 1945/46 · 1946/47 · 1947/48 · 1948/49 · 1949/50 · 1950/51 · 1951/52 · 1952/53 · 1953/54 · 1954/55 · 1955/56 · 1956/57 · 1957/58 · 1958/59 · 1959/60 · 1960/61 · 1961/62 · 1962/63 · 1963/64 · 1964/65 · 1965/66 · 1966/67 · 1967/68 · 1968/69 · 1969/70 · 1970/71 · 1971/72 · 1972/73